# Geneviève Prémoy
Geneviève Premoy, känd som Chevalier Balthazard, född 1660, död 1704, var en fransk officer. Hon tjänstgjorde i Ludvig XIV:s armé, där hon gjorde militär karriär utklädd till man. Hon blev en välkänd gestalt genom den populära biografi som gavs ut om henne.  

## Biografi
Premoy föddes i Guise i Picardie. Hon rymde hemifrån som tonåring på 1670-talet efter en familjekonflikt, klädde sig till man och tog värvning i prinsen av Condés regemente. Hon avancerade i graderna och befordrades för tapperhet i strid. Hon tjänstgjorde slutligen som kapten för Turbilly-regementet. Hon deltog vid belägringen av Philipsburg 1688.
Hennes biologiska kön avslöjades då hon tvingades underkasta sig läkarvård efter att ha blivit sårad i bröstet efter belägringen av Mons 1691. Hon kallades till Versailles, där Ludvig XIV gav henne den adliga titeln chevalier och gjorde henne till hedersmedlem i Orden St Louis. Hon avskedades från armén, men fråntogs inte den militära rang hon hade uppnått dittills. Han gav henne också order att i fortsättningen bära kjol: hon fortsatte dock att bära militära manskläder på överkroppen.
Hennes självbiografi, Histoire de la Dragone: contenant les actions de Genevieve Premoy, utgavs 1704.  